# Евлоев, Магомед Яхьяевич
Магоме́д Яхьяевич Евло́ев (22 ноября 1971, Малгобек, Чечено-Ингушская АССР — 31 августа 2008, Назрань, Ингушетия) — российский ингушский юрист, правозащитник, журналист и общественный деятель, создатель и владелец сайта Ингушетия.Ru.

## Биография
В 1992 году окончил Саратовский юридический институт. В 1993–2000-х гг. работал в органах прокуратуры Ингушетии.
С февраля 2001 года являлся президентом учреждённого им ЗАО «Инфра-холдинг», включающего в свой состав ряд компаний юридического и производственного профиля. Также им была основана компания «Infra North America» в Сан-Франциско (США).
С 13 сентября 2001 года был владельцем и генеральным директором интернет-портала «Ингушетия. Ру», на котором часто размещались материалы, идущие вразрез с официальной точкой зрения правительства Ингушетии. С декабря 2007 года Евлоев передал управление этим ресурсом редакционной коллегии, оставаясь владельцем сайта, но не вмешиваясь в текущую редакционную политику сайта. Портал стал «главным оппозиционным СМИ республики».
6 июня 2008 года Кунцевский районный суд Москвы по иску прокуратуры Республики Ингушетии запретил деятельность сайта «Ингушетия. Ру» в связи с публикацией разжигающих межнациональную рознь материалов экстремистского характера. 12 августа 2008 года Московский городской суд это решение Кунцевского суда подтвердил.

## Убийство
В воскресенье, 31 августа 2008 года, Евлоев прилетел в Магас из Москвы в одном самолёте с президентом Ингушетии Зязиковым и был задержан на выходе из самолёта в аэропорту города Сунжи. Он скончался в 15.55 в республиканской больнице в Назрани, куда был доставлен с огнестрельным ранением в голову. По результатам проверки следствием было возбуждено уголовное дело по 2-й части 109-й статьи УК РФ — «Причинение смерти по неосторожности». В пресс-службе МВД республики Интерфаксу заявили, что Евлоев был убит случайно.
Евлоев был задержан в связи с расследованием уголовного дела по поводу взрыва у дома начальника контрольного управления администрации президента Ингушетии Залимхана Хаутиева (следствие считало, что после взрыва Евлоев позвонил потерпевшему, заявив, что знает заложившего бомбу). Евлоев также подозревался в организации окончившегося массовыми беспорядками митинга в Назрани 26 января.
Как сообщили в МВД Республики Ингушетия, в аэропорту Евлоева пытались освободить его сторонники, поэтому милиционерам пришлось привести оружие в боевое положение. В автомобиле УАЗ двое милиционеров находились на переднем сидении, и один — на заднем, вместе с Евлоевым. Как сказали милиционеры, Евлоев пытался отобрать автомат у сидевшего рядом с ним милиционера, и сидевший рядом с водителем сотрудник наставил пистолет Стечкина на Евлоева. По словам милиционеров, выстрел произошёл случайно.
По утверждению Магомеда Хазбиева, позже Евлоева с ранением в висок выкинули из машины у здания республиканской больницы в Назрани.
1 сентября 2008 года был похоронен в Назрани.

## Расследование обстоятельств убийства, и его последствия
За неделю до гибели Магомед Евлоев на сайте «Ингушетия.ру» обвинил власти Ингушетии в попытках запугать его и его единомышленников.
5 октября 2008 года представитель следствия в главном управлении следственного комитета при прокуратуре РФ по ЮФО сказал: «Господин Евлоев получил смертельное ранение в результате непроизвольного выстрела из пистолета одного из конвоиров».
8 октября 2008 года Интерфакс, со ссылкой на адвоката семьи Евлоевых Калоя Ахильгова, сообщил, что в связи с гибелью Магомеда Евлоева предъявлено обвинение по статье 109 УК РФ («причинении смерти по неосторожности») бывшему начальнику охраны министра внутренних дел Ингушетии Ибрагиму Евлоеву.
14 февраля 2009 года представитель семьи погибшего Муса Плиев заявил: «Следователь, который обеспечивал привод Евлоева, дал признательные показания о том, что документы о приводе были оформлены уже после гибели Магомеда». 15 февраля следователь Назрановского РОВД Джамбулат Шанхоев обратился с заявлением к новому президенту Ингушетии Юнус-беку Евкурову и прокурору республики Юрию Турыгину, в котором сообщил, что постановление о приводе на допрос Евлоева было подписано уже после гибели того. Семья Евлоева продолжала настаивать на переквалификации дела на «Умышленное убийство» (ст. 105 УК РФ), в чём ранее ей было отказано Сунженским райсудом Ингушетии.
13 марта 2009 года Управление СКП по Ингушетии возбудило уголовное дело о превышении полномочий против сотрудников милиции, осуществлявших незаконное задержание Евлоева 31 августа 2008 года.
В последующем обвинение по ч. 2 ст. 109 УК РФ (причинение смерти по неосторожности) было предъявлено Ибрагиму Евлоеву, который на тот момент занимал должность главы охраны Министра внутренних дел Республики Ингушетия — Медова. По официальной версии следствия, Магомед Евлоев во время движения автомобиля попытался выхватить у одного из оперативников автомат. Завязалась борьба за оружие, и из пистолета Ибрагима Евлоева был произведён непроизвольный выстрел в висок Магомеда Евлоева.
11 декабря 2009 года Карабулакский городской суд РИ признал Ибрагима Евлоева виновным в совершении преступления, предусмотренного ч. 2 ст. 109 УК РФ (причинении смерти по неосторожности), и назначил ему наказание в виде 2 лет лишения свободы в колонии-поселении.
2 марта 2010 года Верховный Суд Республики Ингушетия пересмотрел приговор, переквалифицировал дело с части 2 статьи 109 на часть 1 статьи 109 УК РФ, и смягчил наказание Ибрагиму Евлоеву с двух лет колонии-поселения на два года ограничения свободы.
4 августа 2010 года Ибрагим Евлоев был убит неизвестным в кафе «Восточная сказка». Охранявший его И. Албогачиев был ранен. Убийство осталось нераскрытым.

## Политические последствия гибели
Некоторые представители ингушской оппозиции и правозащитники назвали случившееся преднамеренным убийством, гражданин Магомед Хазбиев рассматривал возможность обращения к мировой общественности с просьбой «отсоединить» республику от России. Руководитель назранского отделения организации «Мемориал» Тамерлан Акиев сказал, что он «об идее отделения Ингушетии от России впервые услышал от Магомеда Хазбиева» (отмечая, что заявления последнего «не всегда правдивы и адекватны реальности») и «среди людей, с которыми общаюсь я, никто выхода из состава России не обсуждает и ни к чему подобному не готов».
Правозащитный Центр «Мемориал» расценил убийство как очередной акт государственного террора.
Похороны Евлоева превратились в митинг: люди обвиняли в убийстве Евлоева главу Ингушетии Мурата Зязикова и требовали отставки и ареста его, а также главы МВД республики Мусы Медова. Политолог В. Прибыловский высказывал предположение, что гибель Евлоева может стать поводом для волнений в Ингушетии.
2 сентября 2008 года в Назрани обстановка оставалась напряжённой; по утверждению гражданина М. Хазбиева, митинг, начавшийся в Назрани утром, был разогнан, а площадь была занята спецтехникой. Однако прокуратура Ингушетия опровергла сообщения о применении силы. Как отметил прокурор, «наши сотрудники обзвонили больницы — никто не обращался к врачам по поводу получения травм. Нет жалоб на действия правоохранительных органов и в прокуратуру. Насколько нам известно, пострадавших нет».
Депутаты Госдумы России выразили обеспокоенность ситуацией в Ингушетии. Представители комитета Госдумы по безопасности призвали «не допускать провокационных спекуляций и не оказывать давления на ход объективного расследования».
10 сентября 2008 года в Назрани был убит двоюродный брат президента Мурата Зязикова, руководитель автотранспортного хозяйства республики Бекхан Зязиков.

## Мнения
1 сентября 2008 года председатель комитета Государственной думы РФ по безопасности Владимир Васильев предостерёг от эмоциональных и тенденциозных высказываний в связи с гибелью Евлоева, отметив, что в происходящем на Кавказе заинтересованы не только Россия, США, но и Аль-Каида. Он также выразил сомнение в заинтересованности Зязикова в смерти Евлоева, отмечая, что Евлоев прилетел из Парижа в одном самолете, где был Зязиков: «совершенно безумный человек может при таких обстоятельствах устранять своего политического оппонента».

Шеф-редактор кавказского независимого журнала «ДОШ» Абдулла Дудуев:
Не будучи профессиональным журналистом, он создал народный информационный ресурс, который единственный на Северном Кавказе освещал реальные события, происходящие в регионе. Деятельность М. Евлоева, конечно, была неугодна властям, и они боролись всеми методами, которые были доступны. В ход пошёл последний аргумент.
Лидер молодёжного «Яблока» Илья Яшин заявил в эфире радиостанции «Эхо Москвы»:
Очевидно, что за убийством владельца сайта «Ингушетия.ру» Магомеда Евлоева стоит президент республики Мурат Зязиков.
Александр Черкасов, «Мемориал»: 
Евлоев был значимой фигурой. Иных источников информации, кроме его сайта, и другой оппозиции в Ингушетии нет.

Правозащитник Людмила Алексеева: 
Мне позвонили из Ингушетии и сквозь слёзы сказали, что Евлоева убили. Это чудовищно. Он был один из лидеров оппозиции — не политиканствующей, а обращающейся к народу.

Депутат Совета федерации от Ингушетии Исса Костоев:
В Ингушетии нет оппозиции как таковой. Есть группа людей по разным причинам, в основном личностного характера, обвиняющих во всех грехах руководство республики. Характерно, что эти же люди обвиняли в своё время и бывшее руководство Ингушетии.

Руководитель Назранского отделения правозащитной организации «Мемориал» Тамерлан Акиев считает, что Евлоев мог быть убит по трагической случайности, подчеркнув, что, по его мнению, у милиции не было задачи добиваться его смерти:
Она была, бесспорно, спровоцирована сотрудниками силовых структур. Если бы они не угрожали Евлоеву оружием, невозможен был бы и случайный выстрел. Я всё-таки склонен считать, что задачи физически устранить Магомеда Евлоева не стояло.
Председатель совета правозащитного центра «Мемориал» Олег Орлов:
Мемориал вчера выпустил заявление, в котором прямо назвал это убийство очередным актом государственного политического террора, очередным, потому что, к сожалению, это не первый такой случай и боимся, что не последний случай, когда государство преднамеренно совершает незаконные действия, убийства или другие противоправные действия, с целью запугать общество.